# Klepetan i Malena
Klepetan i Malena bili su par bijelih roda (Ciconia ciconia) koji je postao poznat u Hrvatskoj po svojim romantičnim pothvatima. Od 2001. godine Klepetan je svako proljeće letio iz Južnoafričke Republike u Brodski Varoš kraj Slavonskoga Broda kako bi se pario s Malenom koja nije mogla letjeti zbog slomljenoga krila. Godine 2019. svi su mislili da je Klepetan otišao umrijeti što dalje, no 2020. godine Klepetan se ipak vratio i to u travnju. Malena je uginula 29. lipnja 2021. godine, čime je njihova ljubavna priča duga 21 godinu došla kraju.

## Priča
Hrvatska je popularno mjesto za gniježđenje bijelih roda; u Hrvatskoj živi oko 1500 parova, a neka sela poput Čigoča imaju više jedinki bijelih roda nego ljudi. Stjepan Vokić, domar osnovne škole u Brodskom Varošu, pronašao je Malenu prilikom pecanja 1993. godine. Malena je ranjena lovačkim metcima i zato nije mogla letjeti. Godine 2001. mužjak, kojega je Vokić nazvao Klepetan, počeo je posjećivati Malenu. Klepetan se od tada vraćao svako proljeće kako bi se pario s Malenom. Preko radijske vrpce za praćenje utvrđeno je da je Klepetan letio 13.000 kilometara tijekom mjesec dana iz Južnoafričke Republike u Brodski Varoš kako bi se svake godine sastao s Malenom. Vokić se brine za njihovu mladunčad s obzirom na to da Malena ne može loviti, hraniti ih i sagraditi im gnijezdo i sklonište. Godine 2017., Klepetan se vratio Maleni i u njenome gnijezdu našao je drugoga mužjaka i novo položeno jaje. Klepetan je rastjerao mužjaka i razbio jaje. U ožujku 2019. u Brodskome Varošu neobično se rano pojavio mužjak za kojeg se smatralo da je mogao biti Klepetan. Otišao je u travnju i nije se vraćao do kraja ljeta. U kolovozu 2019. objavljeno je da je Klepetan uginuo, no ispostavilo se da je riječ o drugoj rodi. Klepetan se posljednji put vratio u travnju 2021.
Malena je uginula 7. srpnja 2021. Njenu smrt oglasio je Stjepan Vokić koji se u trenutku njene smrti brinuo za nju 28 godina. Klepetan je bio uz nju u trenutku njene smrti. Vokić je izjavio da se nada da će se Klepetan vratiti 2022. unatoč smrti Malene.
Klepetan je 2024. još uvijek bio živ te se smatralo da je tada imao 35 godina. Klepetan je s rodom Mladom dobio mladunčad. Dok je u Brodskom Varošu, Klepetan uvijek posjećuje posljednje počivalište Malene ispod Vokićeve jabuke što je neuobičajeno za životinje.

## U društvu
Godine 2017. izašao je dokumentarac Stjepan & Malena – Der alte Mann und der Storch o paru i Vokiću. Hrvatska turistička zajednica stvorila je animirani videozapis o Klepetanu i Maleni kako bi promovirala Hrvatsku. Klepetan i Malena predmet su videozapisa zbog kojega je Libanon usvojio zakone za zaštitu ptica selica. Par je opisan kao „najčudnija hrvatska ljubavna priča“.

## Vanjske poveznice
- Videozapis TRUE LOVE RETURNS IN THE SPRING – the story of Klepetan & Malena Hrvatske turističke zajednice na YouTubeu
- Videozapis Croatia: The man who adopted a stork BBC Travel Showa na YouTubeu
- Dokumentarac Stjepan and Malena – the old man and the stork